# Rhyacophila tsongkhapa
Rhyacophila tsongkhapa är en nattsländeart som beskrevs av Schmid 1970. Rhyacophila tsongkhapa ingår i släktet Rhyacophila och familjen rovnattsländor. Inga underarter finns listade i Catalogue of Life.